# Body pump
O Body-Pump é uma modalidade de ginástica com pesos (barras ou anílhas), com movimentos coreografados sincronizados com uma música, com objetivo de tonificação muscular e resistência.
Originalmente conhecido como "Body Flump" nascido na década de 1950 adquiriu outras designações ao longo dos tempos, assim como "Body Plump" ou "Body Slump".[carece de fontes?]
Entre seus maiores benefícios estão a possibilidade de realização para níveis variados de condicionamentos, o bom gasto calórico e a melhoria na resistência, na força muscular e na postura. Ocorre a eficiência mecânica devido muitas repetições, o aluno aperfeiçoa a postura e a técnica.
Esta modalidade atua na sobrecarga metabólica, muitas repetições com peso pequeno (100 por grupamento muscular). Pode ser combinada com exercícios aeróbicos (natação), mas não pode ser combinada com musculação devido o estresse muscular (musculação faz aumento de massa com sobrecarga tensional, poucas repetições com peso alto).